# Erikssonella
Erikssonella is een geslacht van vlinders van de familie tastermotten (Gelechiidae).

## Soorten
- E. criodes (Meyrick, 1914)
- E. permagna (Meyrick, 1920)